# (2540) Blok
(2540) Blok es un asteroide perteneciente al cinturón de asteroides, descubierto el 13 de octubre de 1971 por la astrónoma soviética Liudmila Chernyj desde el Observatorio Astrofísico de Crimea.

## Designación y nombre
Designado provisionalmente como  1971 TH2. Fue nombrado Blok en honor al poeta ruso Aleksandr Blok.